# Isola del Pilota Alekseev
L'isola del Pilota Alekseev (in russo Остров Пилота Алексеева?, ostrov Pilota Alekseeva) è un'isola russa bagnata dal mare di Kara.
Amministrativamente appartiene al distretto di Tajmyr del Territorio di Krasnojarsk, nel Distretto Federale Siberiano.

## Geografia
L'isola è situata nella parte sud-orientale del mare di Kara, a nord-nord-est dell'isola Tajmyr e separata da questa dallo stretto Toros (пролив Торос, proliv Toros); nel punto più ravvicinato le due isole distano poco meno di 2 km. Circa 3,8 km a ovest si trova l'isola di Moiseev, mentre 2 km a est si trova l'isola del Pilota Machotkin. Fa parte della Riserva naturale del Grande Artico.
L'isola è di forma allungata e irregolare, orientata da ovest a est, e misura circa 10,8 km di lunghezza e 5 km di larghezza massima nella parte orientale.
Il punto più occidentale si chiama capo Skladskoj (мыс Складской, mys Skladskoj).
A est raggiunge un'altezza massima di 76 m s.l.m. attorniata da 2 alture di 40 m a nord e 42 m a ovest. All'estremità occidentale l'elevazione è di 17 m.

È presente una decina di corsi d'acqua a carattere stagionale e 16 laghetti, alcuni alimentati dai piccoli fiumi, altri che danno loro origine.

Geologicamente, l'isola del Pilota Alekseev, così come le isole vicine, sono una continuazione dell'arcipelago di Nordenskiöld, e talvolta sono considerate parte di esso.
L'isola prende il nome dal pilota polare ed eroe nazionale sovietico Anatolij Dmitrievič Alekseev.

## Isole adiacenti
- Isola Nizkij (остров Низкий, in italiano "isola bassa"),[4] piccolo isolotto a nord-ovest di Pilota Alekseev e a nord-est di Moiseev. 76°22′28.776″N 96°16′00.804″E
- Isole Lafetnye (острова Лафетные), 2 piccole isole all'estremità nord-orientale di Pilota Alekseev. Non hanno nomi individuali. Disposte in direzione nord-sud, sono lunghe approssimativamente 300 m (l'isola meridionale) e 150 m (quella settentrionale).[1] 76°20′57.84″N 96°44′28.93″E